# Краснокутська волость (Верхньодніпровський повіт)
Краснокутська волость — історична адміністративно-територіальна одиниця Верхньодніпровського повіту Катеринославської губернії.
Станом на 1886 рік складалася з 13 поселень, 14 сільських громад. Населення — 2149 осіб (1097 чоловічої статі та 1052 — жіночої), 327 дворових господарства.
|                     | Площа, десятин | У тому числі орної, дес. |
| ------------------- | -------------- | ------------------------ |
| Сільських громад    | 1374           | 1048                     |
| Приватної власності | 11564          | 3081                     |
| Іншої власності     | 120            | 60                       |
| Загалом             | 13058          | 4189                     |

Найбільше поселення волості:
- Красний Кут (Макелонівка, Адабатова) — село при річці Омельник в 30 верстах від повітового міста, 245 осіб, 38 дворів, церква православна, цегельний завод, ярмарок.